# 酒井道広
酒井 道広（さかい みちひろ）は、茨城県出身の元アマチュア野球選手(内野手)。

## 人物
茨城県立江戸崎西高等学校出身。。

卒業後は、流通経済大学経済学部 へ進学し、硬式野球部に所属。同大野球部が所属する、東京新大学野球連盟では、1部リーグにおいて、在学中、春季リーグ2回,秋季リーグ3回の優勝を経験。。
選手として、最多盗塁,首位打者,最高殊勲選手(2回),ベストナイン(4回)を受賞し、同大の明治神宮野球大会出場,全日本大学野球選手権出場に貢献した。

なお、同時期に同リーグで活躍した選手に栗山英樹(元・ヤクルトスワローズ選手,現・北海道日本ハムファイターズ監督)がいる。

また、流通経済大学卒業時、優れたスポーツでの競技実績を残した学生への表彰である、「課外活動奨励賞」を受賞している。。

卒業後は、日本通運株式会社に入社、日本通運硬式野球部でも選手として活動。
 
在籍時代の同僚には、高柳出己(元・近鉄バファローズ投手),勝呂壽統(元・読売ジャイアンツ,オリックスブルーウェーブ,近鉄バファローズ内野手)と言った、後年、プロ野球選手となった者がいた。

1987年の第58回都市対抗野球大会では、1回戦で1試合2本塁打を記録し活躍。

選手引退後は社業に専念。同社の支店長等を歴任し、現在は、子会社で執行役員を務めている。

## 記録・表彰
【東京新大学野球連盟(1部リーグ)】
- 最高殊勲選手(2回):1982年春季リーグ(41打数20安打1本塁打7打点,打率.488)[10],1983年秋季リーグ(37打数15安打0本塁打2打点,打率.405)[11]
- 首位打者(1回):1982年春季リーグ(41打数20安打1本塁打7打点,打率.488)[12]
- 最多盗塁(1回):1981年秋季リーグ(7盗塁)[13]
- ベストナイン(4回,三塁手):1981年秋季リーグ[14],1982年春季リーグ[15],1982年秋季リーグ[16],1983年秋季リーグ[17]

## 経歴
- 1980年:流通経済大学経済学部 入学
- 1984年:流通経済大学経済学部 卒業
- 1984年:日本通運株式会社 入社
- 2010年:日通千葉貨物運送株式会社 社長[18]
- 2013年:日通商事株式会社 水戸支店長[19]
- 2015年:日本通運株式会社 山形支店長[20]
- 2018年:日通トランスポート株式会社 執行役員(業務部門担当)[21]

## 公的な職務(過去のものを含む)
- 陸上貨物運送事業労働災害防止協会 理事[22]
- 一般財団法人 運輸・交通SAS対策支援センター 理事[23]
- 山形県トラック協会 副会長[24]